# Stolnica v Orvietu
Stonica v Orvietu (italijansko Duomo di Orvieto; Cattedrale di Santa Maria Assunta) je velika rimskokatoliška stolnica iz 14. stoletja, posvečena Marijinemu vnebovzetju in stoji v mestu Orvieto v Umbriji v osrednji Italiji. Stolnica je od leta 1986 tudi škofovski sedež nekdanje škofije Todi.
Stavba je bila zgrajena po naročilu papeža Urbana IV. V spomin in zagotavljanje primernega doma korporala iz Bolsene, relikvije čudeža, ki naj bi se zgodil leta 1263 v bližnjem mestu Bolsena, ko je duhovnik, ki je dvomil o resnici pretvorbe ugotovil, da je hostija krvavela toliko, da je obarvala oltarno krpo. Krpa je zdaj shranjeno v kapeli Kapolara znotraj stolnice.
Umeščena v mesto Orvieto, ki sedi na vulkanskem rtu, je klasičen primer religiozne gradnje, ki vsebuje elemente oblikovanja od 14. do 20. stoletja, z velikim rozeta oknom, zlatimi mozaiki in tremi ogromnimi bronastimi vrati, v notranjosti pa sta dve freskirani kapeli, ki so jih krasili nekateri najboljši italijanski slikarji obdobja s podobami Sodnega dne. Stolnica ima pet zvonov iz renesanse, uglašenih v E duru.

## Gradnja
Gradnja stolnice je trajala skoraj tri stoletja, ko sta se oblikovanje in slog razvijala od romanike do gotike, kot je gradnja napredovala. Temeljni kamen stolnice je 13. novembra 1290 postavil papež Nikolaj IV., gradnja pa je bila zaupana glavnemu zidarju (capomastro) Fra Bevignate di Perugia (imenovanem tudi Fra Bevignate da Gubbio) z zasnovo Arnolfa di Cambio (arhitekta stolnice v Firencah). Stolnica je bila sprva zasnovana kot romanska bazilika z glavno in dvema stranskima ladjama. Ko pa je Giovanni di Uguccione nasledil Fra Bevignateja, se je oblikovanje spremenilo v italijanski gotski slog.
Gradnja se je počasi nadaljevala, dokler ni leta 1309 dobil naročilo sienski kipar in arhitekt Lorenzo Maitani (universalis caput magister), da dela na cerkvi in reši več vprašanj v zvezi z nosilnimi elementi stavbe, zlasti kora. Bistveno je spremenil zasnovo in konstrukcijo stavbe ter povečal podobnost stavbe s stolnico v Sieni. Arhitektura obeh zgradb je včasih razvrščena kot podtip gotske arhitekture: siensko gotski slog .
Maitani je zunanje stene okrepil z ločnimi oporniki, ki so se pozneje izkazali za neuporabne. Ti oporniki so bile na koncu vključeni v stene novozgrajenih transeptnih kapel. Obnovil je apsido v pravokotno obliko in dodal veliko štirilistno okno. Z letom 1310 je ustvaril sedanjo fasado do stopnje bronastih kipov simbolov evangelistov. Veliko je dodal tudi notranjosti. Umrl je leta 1330, malo pred dokončanjem stolnice, ki so jo nasledili sinovi.
Leta 1347 je bil za novega mojstra del imenovan Andrea Pisano, nekdanji mojster del Firenške stolnice. Leta 1359 mu je sledil Andrea di Cione, bolj znan kot Orcagna. Pripisujejo mu lepo mozaično dekoracijo in okno rozeta. Sienski arhitekt Antonio Federighi je nadaljeval z dekoracijo fasade med letoma 1451 in 1456 in dodal nekaj renesančnih modulov. Leta 1503 je Michele Sanmicheli dokončal osrednji trikotnik in dodal desni stolp, ki ga je leta 1534 dokončal Antonio da Sangallo mlajši.
Zadnje dotike fasade je izvedel Ippolito Scalza tako, da je leta 1590 dodal desno konico in levo v letih 1605–1607. V celoti so uspešni arhitekti ohranili slogovno enotnost fasade.

## Fasada
Gotska fasada stolnice Orvieto je ena izmed velikih mojstrovin poznega srednjega veka. Načrt s tremi trikotnimi zatrepi je pripisan Maitaniju, ki je očitno imel določen vpliv s shemo načrtovanja fasade v toskanskem gotskem slogu stolnice v Sieni avtorja Giovannija Pisana (1287–1297) in načrtom fasade stolnice v Firencah Arnolfa di Cambia (1294–1302).
Najbolj vznemirljiv in privlačen del je njegova zlata fronta, ki jo krasijo veliki bas-reliefi in kipi s simboli evangelistov (angel (Matej), bik (Luka), lev (Marko), orel (Janez)), ki so jih ustvarili Maitani in sodelavci (med 1325 in 1330) stojijo na vencu nad kiparskimi ploščami na slopih. Leta 1352 je Matteo di Ugolino da Bologna nad centralnim zatrepom dodal bronasto Jagnje Božje in bronast kip svetega Mihaela na vrhu zatrepa nad levim vhodom.
Bas-reliefi na slopih prikazujejo svetopisemske zgodbe iz Stare in Nove zaveze. Veljajo za najbolj znane od vseh kiparjev 14. stoletja. Ti marmorji iz 14. in 15. stoletja so skupinsko in anonimno delo vsaj treh ali štirih mojstrov s pomočjo njihovih delavnic. Domneva se, da je moral Maitani delati reliefe na prvem slopu z leve strani, ko se je delo na reliefih začelo pred letom 1310. Namestitev teh marmorjev na slopih se je začela leta 1331. Od leve proti desni so prikazani:
- zgodbe iz stare zaveze: Geneza
- Jesejevo drevo s prizori iz Stare zaveze z mesijanskimi prerokbami odrešenja.
- prizori iz Nove zaveze s spečim Abrahamom spodaj: epizode iz Jezusovega in Marijinega življenja
- Poslednja sodba: Knjiga Razodetja

Nad to dekoracijo so bleščeči mozaiki, ustvarjeni med letoma 1350 in 1390 po oblikovanju umetnika Cesareja Nebbia. Originalni deli so bili zamenjani in preoblikovani v stoletjih, zlasti v letih 1484, 1713 in 1842. Večina teh mozaikov predstavlja pomembne prizore iz življenja Device Marije, od Marijinega rojstva v spodnjem desnem podoknu do Kronanje Device Marije v najvišjem zatrepu. Eden takšnih izdelovalcev steklenih teser je zapisan kot Fra Giovanni Leonardelli.
Veliko okno rozeto sta ga zgradila kipar in arhitekt Orcagna med letoma 1354 in 1380. V nišah nad njim stoji dvanajst apostolov, v nišah na obeh straneh pa je v parih predstavljenih dvanajst starozaveznih prerokov. Kipi v nišah so značilni za francoske gotske stolnice. Zato je verjetno, da je na kiparje vplivalo poznavanje tega. Osem kipov je bilo v zapisih pripisanih Nicolu de Nutu. Spandreli okrog rozete so okrašeni z mozaiki, ki predstavljajo štiri cerkvene učitelje. Okvir rozete ima 52 vklesanih glav, medtem ko je v sredini vklesana Kristusova glava.
Najnovejši del dekorja so tri bronasta vrata, ki omogočajo dostop v stolnico. Sicilijanski kipar Emilio Greco (1913–1995) jih je dokončal leta 1970 in prikazujejo Kristusovo življenje, na srednjimi je skulptura Marije in otroka, ki jo je leta 1347 ustvaril Andrea Pisano.
Stranske stene stolnice so v nasprotju s fasado preprosteje opremljene z izmeničnimi plastmi lokalnega belega travertina in modro-sivega bazaltnega kamna.

## Notranjost
Stolnica je sestavljena iz glavne ladje s šestimi obočnimi polami in dvema stranskima ladjama in je v obliki latinskega križa. Koncept je namerno ostal zaprt in prostoren. Notranjost je, tako kot zunanjost, okrašena z različnimi vrstami bazalta in travertina, vendar le do višine približno 1,5 m. Vrste nad njimi so bile v poznem 19. stoletju poslikane v črno-bele črte.
Cilindrični stebri so sestavljeni iz mešanih vrst travertina in bazalta. Njihova oblika in okraski so se razvijali med gradnjo stolnice, kot tudi dekoriranje kapitelov. Okna iz alabastra v spodnjih delih ohranjajo hladno notranjost v času hudega italijanskega poletja, neogotski vitraji v zgornjih delih oken pa so leta 1886 do 1891, zasnoval jih je Francesco Moretti.
Strešno leseno ogrodje sta v 1320-ih letih okrasila Pietro di Lello in Vanuzzo di Mastro Pierno, v 1890-ih pa sta ga arhitekta Paolo Zampi in Paolo Coccheri močno obnovila do sedanjega stanja. V letih 1335–1338 je bil transept pokrit s štirioglatimi kamnitimi oboki.
V bližini levega vhoda je velik marmornat krstilnik z levi in dovršenimi reliefnimi frizi. Začel ga je leta 1390 Luca di Giovanni. Šestnajst let pozneje ga je razširil Pietro di Giovanni iz Freiburga, ki je dodal bazen iz rdečega marmorja in Sano di Matteo, ki je leta 1407 izdelal osmerokotno piramido.
V mednarodnem gotskem slogu je freska Marija na prestolu z otrokom, Maestà, ki jo je leta 1425 naslikal Gentile da Fabriano. To je edina freska, ki je bila ohranjena, ko so v ladijskim kapelam v poznem 16. stoletju dodali štukaturne oltarje. Ti oltarji so bili porušeni v 19. stoletju in le delci drugih fresk iz 14. in 15. stoletja so se ponovno pojavili. Nekatere od teh fresk so pripisane Pietru di Pucciu (ki je slikal tudi freske na Camposantu v Pisi).
Na začetku ladje stoji kropilnik za sveto vodo, ki ga je med letoma 1451 in 1456 oblikoval sienski arhitekt Antonio Federighi. V tem času je prispeval tudi pri okraševanju fasade.
Nad vhodom v kapelo koporala stojijo velike orgle, ki vsebuje 5585 cevi, in sta jih prvotno zasnovala Ippolito Scalza in Bernardino Benvenuti v 15. stoletju, preden so bile preoblikovane v letih 1913 in 1975. Drugi pomemben prispevek Scalze k cerkvi je velika Pietà, kip iz leta 1579. Štiri figure v tej impozantni skupini iz marmorja je delal osem let.

## Apsida
Veliko vitražno štirikotno okno v apsidi je med 1328 in 1334 izdelal Giovanni di Bonino, mojster stekla iz Assisija. Oblikovanje je verjetno delo Maitanija. Nad oltarjem visi veliko barvno leseno razpelo, pripisano Maitaniju.
Gradnjo gotskih lesenih kornih klopi je leta 1329 začel Giovanni Ammannati skupaj s skupino sienskih rezbarjev za les. Prvotno so stale v središču ladje, vendar so jih okoli leta 1540 premaknili v apsido.
Za oltarjem je vrsta poškodovanih gotskih fresk, posvečenih življenju Device Marije, ki v celoti zasedajo tri stene. Ustvaril jih je okoli leta 1370 lokalni umetnik Ugolino di Prete Ilario in nekaj sodelavcev, kot so Pietro di Puccino, Cola Petruccioli in Andrea di Giovanni. Končali so jih v približno desetih letih. Ta serija fresk je bila največja v tistem času v Italiji. Obnavljali so jih vsakih sto let v naslednjih stoletjih. Dva prizora, Oznanjenje in Obiskovanje, je konec 15. stoletja preuredil Antonio del Massaro.

### Kapela korporala
Cappella del Corporale leži na severni strani glavnega prehoda. Zgrajena je bila med letoma 1350 in 1356, da bi obdržala obarvani korporal čudeža iz Bolsene. Iz te kapele se na praznik Telovo relikviarij s korporalom v verski procesiji nosi skozi mesto.
Kapela je dve obočni poli globoka in prekrita s štirioglatimi oboki. Zapirajo jo vrata iz kovanega železa, ki jih je med 1355 in 1362 izdelal Matteo di Ugolino da Bologna, dokončal pa Giovanni de Micheluccio da Orvieto leta 1364.
Kapela je okrašena s freskami, ki na levi steni prikazujejo zgodovino evharistije in na desnem zidu čudeže, ki zadevajo krvave hostije v celotni cerkveni zgodovini. Med leti 1357 in 1363 so jih naslikali trije umetniki: Ugolino di Prete Ilario, Domenico di Meo in Giovanni di Buccio Leonardelli. Slikali so jih pred freskami v apsidi. Obnovljene so bile sredi 19. stoletja.
Tabernakelj v obliki edikule na oltarju je leta 1358 zasnoval Nicola da Siena, dokončal pa Orcagna.
V niši na desni steni stoji plošča Madonna dei Raccomandati (približno 1320). Naslikal jo je v italijansko bizantinski tradiciji sienski umetnik Lippo Memmi, zet Simona Martinija.
V središču kapele je relikviarij sv. Korporala v srebru, pozlačenem srebru in raznobarvni prosojni sklenini, ki vsebuje okrvavljen korporal. To gotsko mojstrovino v obliki triptiha je izdelal sienski zlatar Ugolino di Vieri med letoma 1337 in 1338. Prikazuje 24 prizorov Kristusovega življenja in osem zgodb o korporalu.

#### Mučeniški župan
Čeprav je danes večinoma povsem neopažena, kapela vsebuje tudi razlog, da je milijone romarjev prišlo na Orvieto še pred pojavom čudeža iz Bolsene in gradnje stolnice: grob svetega Pietra Parenze.
Papež Inocenc III. je imenoval za mestnega župana z mandatom za vzpostavitev reda. Parenzova prizadevanja so bila tako uspešna, da so ga katari (tj. privrženci katarske herezije) leta 1199 umorili. Ob njegovem grobu je tistim, ki so prosili, Bog ugodil njihovo prošnjo. Posledično so ljudje iz celotne osrednje Italije začeli romati na njegov grob, o njih pa so poročali številni čudeži. Parenzo je hitro postal čaščen kot svetnik.
Njegovi posmrtni ostanki so bili po gradnji preneseni v stolnico. Sredi oltarja je ovalno okno, skozi katerega je vidna majhna skrinja z ostanki.

### Kapela Madonne di San Brizio
Ta kapela je bila dodana stolnici v 15. stoletju. Po strukturi je skoraj enaka kapeli Korporala. Gradnja te kapele (imenovani tudi Cappella Nuova in Signorelli) se je začela leta 1408, dokončana pa je bila leta 1444. Od preostale stolnice jo ločijo vrata iz kovanega železa. Prva zaprejo desni krak transepta. Podpisal jih je sienski mojster Conte di lello Orlandi (1337). Druga vrata stojijo na vhodu v kapelo in so mnogo poznejša. Podpisal jih je mojster Gismondo da Orvieto (1516).
Prvotno se je imenovala Cappella Nuova ali Nova kapela, leta 1622 je bila ta kapela posvečena svetemu Britiju (San Brizio), enemu prvih škofov v Spoletu in Folignu, ki je evangeliziral ljudstvo Orvieta. Legenda pravi, da jim je pustil ploščo Madonna della Tavola, Marije, ki je bila ustoličena z otrokom in angeli. To je slika anonimnega mojstra poznega 13. stoletja iz Orvieta, na katerega sta verjetno vplivala Cimabue in Coppo di Marcovaldo. Otrokov obraz je restavracija iz 14. stoletja. Ta plošča stoji na poznobaročnem oltarju Glorije iz leta 1715, izdelal pa ga je Bernardino Cametti.
Fra Angelico in Benozzo Gozzoli sta začela krasitev oboka kapele leta 1447. Naslikala sta le dva oddelka: Kristus v slavi in Angeli in preroki, ko ju je istega leta v Vatikan poklical papež Nikolaj V., da bi naslikala Niccolinovo kapelo. Delo se je ustavilo, dokler se ni leta 1489 pojavil Perugino. Vendar je ni nikoli začel. Po opuščanju približno 50 let je oblikovanje preostalega oboka 5. aprila 1499 dobil Luca Signorelli. Dodal je prizor Zbor apostolov, učiteljev, mučencev, devic in patriarhov.
Njegovo delo je odbor razveselilo in so mu dodelili naslikati še freske v velikih lunetah sten kapele. Delo se je začelo leta 1500, dokončano pa je bilo leta 1503. (1502 je prišlo do odmora, ker je primanjkovalo sredstev.) Te freske v kapeli veljajo za najbolj zapleteno in impresivno Signorellijevo delo. On in njegova šola sta dve leti ustvarjala niz fresk o Apokalipsi in Poslednji sodbi, začenši z Pridiganjem Antikrista, nadaljevala pa z burnimi epizodami Konec sveta in našli sogovornika v Vstajenju mesa. Četrti prizor je zastrašujoč prikaz Prekletih, ki so jih odpeljali v pekel in so jih sprejeli Demoni. Na steni za oltarjem Signorelli prikazuje na levi strani Izbrane, ki bodo sprejeti v raj, na desni strani pa Barabe, odpeljane v pekel. Tem izraznim prizorom je dodal nekaj presenetljivih podrobnosti.
- Pridiganje Antikrista je bila naslikana kmalu po sojenju dominikanskemu bratu Giralamu Savonaroli zaradi obtožbe krivoverstva in usmrtitve v Firencah 23. maja 1498. Opazovalci iz poznega 15. stoletja gotovo niso spregledali analogije z Antikristom, ki seje razdor s tem ko pridiga klevete. Da bi podčrtal sodobno analogijo, je v spodnjem desnem kotu Signorelli vključil prepoznavne portrete mladega Rafaela v presenetljivi pozi, Danteja, morebiti Krištofa Kolumba, Boccaccia, Petrarko in Cesareja Borgia, na levi pa je upodobil sebe, oblečen v plemenita oblačila in Fra Angelica v njegovi dominikanski obleki.
- Na levem ozadju je nadangel Mihael iz nebes izgnal Antikrista, njegove spremljevalce pa je ubil dež ognja. Na desnem ozadju prikazuje velik, kupolast tempelj v renesančnem slogu.
- Konec sveta je naslikan nad lokom vhoda v kapelo. Signorelli slika zastrašujoče prizore, ko se mesta rušijo v razvalinah in ljudje bežijo pod zatemnjenim nebom. Na desni strani spodaj prikazuje Sibilo z njeno knjigo prerokb, kralj David pa z dvignjeno roko napoveduje konec sveta. Spodaj v levem kotu se ljudje drgnejo in ležijo v različnih položajih na tleh, kar ustvarja iluzijo, kot da padajo iz slike. Ta uspešen poskus napovedovanja je bil presenetljiv v tistem času.

- Vstajenje mesa je Signorellijeva študija, ki raziskuje možnosti golih moških in žensk, medtem ko poskuša ustvariti tridimenzionalno postavitev. Signorelli pokaže svoje mojstrstvo pri upodabljanju številnih položajev človeškega telesa. Vstali, oživljeni, plavajo v skrajnem naporu izpod zemlje in sprejemata jih dva angela na nebu, ki pihata na trobenti.
- Prekleti, ki so jih odpeljali v pekel in so jih sprejeli Demoni je v nasprotju s prejšnjim. Signorelli je šel v skrajnost svoje domišljijske in izzivalne moči, da bi upodobil svojo kataklizmično vizijo grozne usode, agonije in obupa prekletih. Golo človeško telo uporablja kot svoj edini izrazni element, pri čemer prikazuje izolirana telesa, ki se zapletajo med seboj, združujejo v prepleteno maso. Premagajo jih demoni v skoraj človeški obliki, upodobljeni v barvah vsakega odtenka razpadajočega mesa. Nad njimi leteči demon prevaža žensko. Verjetno je to upodobitev Vlačuge apokalipse.
- Izbrani v raju prikazuje izvoljene v ekstazi, ki iščejo angele, ki ustvarjajo glasbo. Nekaj obstoječih risb, pripravljenih za pripravo te freske, hranijo v Uffiziju v Firencah. Vsako figuro prikazuje v različnih položajih, kar kaže, da je Signorelli za prikaz svojih figur gotovo uporabil resnične gole modele.

Spodaj so manjše slike znanih pisateljev in filozofov, ki z zanimanjem opazujejo neprijetno katastrofo nad njimi. Legenda pravi, da so tu upodobljeni pisci Homer, Empedoklej, Lukan, Horacij, Ovid, Vergilij in Dante Alighieri, vendar identifikacije izpodbijajo sodobni učenjaki. Nekaj manjših grizaj medaljonov, ki prikazujejo slike iz njihovih del, vključno s prvimi enajstimi knjigami Dantejevega Purgatorio, Orfej, Herkul ter različnih prizorov Ovida in Vergilija.
V niši v spodnji steni je prikazana Pietà, ki vsebuje izrecne reference na dva pomembna orvietska svetnika mučenca, sv. Pietra Parenza (podestat Orvieta leta 1199) in sv. Faustina. Stojita poleg mrtvega Kristusa, skupaj z Marijo Magdaleno in Devico Marijo. Lik mrtvega Kristusa po Giorgiu Vasariju je podoba Signorellijevega sina Antonija, ki je med izvedbo slik umrl zaradi kuge. Ta freska je bila Signorellijevo zadnje delo v kapeli. Toda Tom Henry v svoji knjigi Življenje in umetnost Luca Signorellija (Yale University Press, 2012) navaja, da Vasarijeva zgodba ni pravilna: »Signorelli je imel dva sinova, Antonija in Tomassa. Tomasso je preživel očeta, Antonio pa je bil živ, ko je bilo to Žalovanje dostavljeno februarja 1502, nekaj mesecev pozneje, julija 1502, je umrl«. (Predgovor, str. Xiii).

## Papeška palača
Papeška palača, pritrjena na desni strani stolnice, je bila prvotno zgrajena sredi 13. stoletja, ko so se papeži preselili v Orvieto, da bi se izognili spopadu v Rimu. Papež Urban IV. in papež Martin IV. sta živela v mestu in verjetno nadzirala gradnjo začetnih faz te zgradbe. Papež Bonifacij VIII. je zgradbo razširil, vendar je ostala po papeški selitvi v Avignon leta 1309 nedokončana. Papeška rezidenca je ostala do leta 1550, ko je prešla v lastništvo stolnice, ki jo je potem, ko so jo nekaj časa uporabljali kot rezidenco, preoblikovali leta 1896 v muzej, ki ostaja še danes. V notranjosti so predmeti, ki podrobno opisujejo zgodovino stolnice in mesta. V muzeju so tudi dela iz notranjosti stolnice in kosi originalne stavbe, odstranjeni med poznejšo obnovo, vključno s slikami, relikvijami in izvirnimi načrti za gradnjo stolnice.
V pritličju stavbe je tudi muzej, posvečen sicilijanskemu umetniku Emiliou Grecu, ki je leta 1970 zgradil bronasta vrata stolnice. Muzej vsebuje širok izbor njegovih del, pa tudi pripravljalne dokumente in skulpture drugih velikih kosov, vključno s tistimi, ki so v baziliki svetega Petra v Vatikanu.

## Palazzo dell'Opera del Duomo
Nasproti stolnice je velika zgradba, ki je bila zgrajena leta 1359, v njej pa so bile upravne pisarne stolnice in leta 1857 razširjena tako, da je v pritličju muzej, v katerem so bili okoli mesta odkriti etruščanski artefakti, saj je bil Orvieto nekoč velika etruščanska prestolnica. V sosednji zgradbi je muzej Claudio Faina, v katerem je bogata zbirka etruščanske umetnosti, ki jo je v 19. stoletju zbral grof Mauro Faina in jo zavestno prepustil mestu.